# Кариати
Кариа̀ти (на италиански: Cariati) е пристанищно и морско курортно градче и община в Южна Италия, провинция Козенца, регион Калабрия. Разположено е на брега на Йонийско море. Населението на общината е 8618 души (към 2010 г.).